# Vanellus
Vanellus – rodzaj ptaków z podrodziny sieweczek (Charadriinae) w rodzinie sieweczkowatych (Charadriidae).

## Zasięg występowania
Rodzaj obejmuje gatunki występujące w Eurazji, Afryce, Australii i Oceanii oraz w Ameryce Południowej i Centralnej.

## Morfologia
Długość ciała 20–38 cm; masa ciała 99–426 g; rozpiętość skrzydeł 55–87 cm.

## Systematyka

### Etymologia
- Vanellus: średniowiecznołac. vanellus „czajka”, od zdrobnienia łac. vannus „szeroki wachlarz, wiejadło”; w aluzji do szerokich skrzydeł i zwisającego lotu[32].
- Tringa: średniowiecznołac. tringa nazwa nadana samotnikowi przez Ulissesa Aldrovandiego w 1599 roku, od gr. τρυγγας trungas „wielkości drozda, białozady brodzący ptak, machający ogonem”, wspomniany przez Arystotelesa, dalej nie zidentyfikowany, ale przez późniejszych autorów identyfikowany jako bekas, pliszka lub pluszcz[33]. Gatunek typowy: Tringa vanellus Linnaeus, 1758.
- Acanthropterus: gr. ακανθα akantha „kolec, cierń”, od ακη akē „punkt”; πτερον pteron „skrzydło”[34]. Gatunek typowy: Charadrius malabaricus Boddaert, 1783.
- Chettusia: włoska nazwa Chettusia, odpowiednik rosyjskiej nazwy Keptuschka dla czajki towarzyskiej[35]. Gatunek typowy: Charadrius gregarius Pallas, 1771.
- Acanthopteryx: gr. ακανθα akantha „kolec, cierń”, od ακη akē „punkt”; πτερυξ pterux, πτερυγος pterugos „skrzydło”[36]. Gatunek typowy: Charadrius spinosus Linnaeus, 1758.
- Gavia: łac. Gavia „niezidentyfikowany ptak morski”, może jakiś głuptak[37]. Gatunek typowy: Tringa vanellus Linnaeus, 1758.
- Sarciophorus: gr. σαρκιον sarkion „kawałek ciała”, od zdrobnienia σαρξ sarx, σαρκος sarkos „ciało, mięso”; -φορος -phoros „noszący”, od φερω pherō „nosić”[38]. Gatunek typowy: Charadrius pileatus J.F. Gmelin, 1789 (= Charadrius tectus Boddaert, 1783).
- Belonopterus: gr. βελονη belonē „igła”, od βελος belos „strzała”; -πτερος -pteros „-skrzydły”, od πτερον pteron „skrzydło”[39]. Gatunek typowy: Tringa cajanensis Latham, 1790 (= Parra cayennensis J.F. Gmelin, 1789)[a]
- Sarcogrammus: gr. σαρξ sarx, σαρκος sarkos „ciało, mięso”; γραμμη grammē „linia, pociągnięcie pióra”, od γραφω graphō „pisać”[40]. Gatunek typowy: Charadrius goensis Latham, 1801 (= Tringa indica Boddaert, 1783).
- Stephanibyx: Gr. στεφανος stephanos „korona”, od στεφανοω stephanoō „koronować”; nowołac. ibyx „czajka”, od gr. ιβυξ ibux, ιβυκος ibukos „nieznany hałaśliwy ptak”[41]. Gatunek typowy: Charadrius coronatus Boddaert, 1783.
- Tylibyx: gr. τυλη tulē „obrzęk, gruboskórny”; nowołac. ibyx „czajka”, od gr. ιβυξ ibux, ιβυκος ibukos „nieznany hałaśliwy ptak”[42]. Gatunek typowy: Lobivanellus melanocephalus Rüppell, 1845.
- Xiphidiopterus: gr. ξιφιδιον xiphidion „sztylet”, zdrobnienie od ξιφος xiphos „miecz”; -πτερος -pteros „-skrzydły”, od πτερον pteron „skrzydło”[43]. Gatunek typowy: Vanellus albiceps Gould, 1834.
- Vanellochettusia: zbitka wyrazowa nazw rodzajów: Vanellus' Brisson 1760 i Chettusia Bonaparte, 1841[44]. Gatunek typowy: Charadrius leucurus M.H.C. Lichtenstein, 1823.
- Lobipluvia: łac. lobus „płat”, od gr. λοβος lobos „płat”; fr. Pluvier „siewka”, od średniowiecznołac. plovarius lub pluviarius „siewka”[45]. Gatunek typowy: Charadrius malabaricus Boddaert, 1783.
- Ptiloscelys: epitet gatunkowy Vanellus ptiloscelis G.R. Gray & Mitchell, 1847[b][46]. Gatunek typowy: Charadrius resplendens von Tschudi, 1843.
- Defilippia: prof. Filippo De Filippi (1814–1867), włoski zoolog, dyrektor sekcji zoologicznej Museo Regionale di Scienze Naturali di Torino w latach 1848–1867[47]. Gatunek typowy: Chettusia crassirostris Hartlaub, 1855; młodszy homonim Defilippia Lioy, 1864 (Diptera).
- Hemiparra: gr. ἡμι- hēmi- „pół-” , od ἡμισυς hēmisus „połowa”; rodzaj Parra Linnaeus, 1766 (długoszpon)[c][48]. Gatunek typowy: Chettusia crassirostris Hartlaub, 1855.
- Limnetes: gr. λιμνητης limnētēs „żyjący na bagnach”, od λιμνη limnē „bagno”[49]. Nazwa zastępcza dla Defilippia Salvadori, 1865.
- Nonnusia: Nonnus (żyjący w 400 roku), pisarz grecki, który podjął się ambasadorowania w Etiopii i na Bliskim Wschodzie (por. średniowiecznołac. nonnus „starszy mnich, tytuł papieża”, od gr. νοννος nonnos mnich)[50]. Gatunek typowy: Chettusia crassirostris Hartlaub, 1855.
- Dilobus: gr. δι- di- „podwójny”, od δις dis „dwukrotny”, od δυο duo „dwa”; λοβος lobos „płat”[51]. Nazwa zastępcza dla Lobipluvia Bonaparte, 1856 ze względu na puryzm.
- Lobibyx: łac. lobus „płat”, od gr. λοβος lobos „płat”; nowołac. ibyx „czajka”, od gr. ιβυξ ibux, ιβυκος ibukos „nieznany hałaśliwy ptak”[52]. Gatunek typowy: Tringa lobata Latham, 1801 (= Vanellus novaehollandiae Stephens, 1819)[d].
- Anomalophrys: gr. ανωμαλος anōmalos „dziwny, nierówny”, od negatywnego przedrostka αν- an-; ομαλος omalos „równy”; οφρυς ophrus, οφρυος ophruos „brwi”; w przeciwieństwie do dorosłego ptaka, młodociana czajka rdzawopierśna ma szerokie rdzawe brwi[53]. Gatunek typowy: Lobivanellus superciliosus Reichenow, 1886.
- Eurypterus: gr. ευρυς eurus „szeroki”; -πτερος -pteros „-skrzydły”[54]. Gatunek typowy: Charadrius leucurus M.H.C. Lichtenstein, 1823; młodszy homonim Eurypterus De Kay, 1826 (Eurypterida).
- Euhyas: gr. ευ eu „dobry”; rodzaj Hyas Gloger, 1827[e] (pijawnik)[55]; nowa nazwa dla Eurypterus Sharpe, 1896.
- Microsarcops: gr. μικροσαρκος mikrosarkos „z małym ciałem”, od μικρος mikros „mały”; σαρξ sarx, σαρκος sarkos „ciało”; ωψ ōps, ωπος ōpos „oblicze”[56]. Gatunek typowy: Pluvianus cinereus Blyth, 1842.
- Zonifer: gr. ζωνη zōnē „opaska, pas”; φερω pherō „nosić” (por. łac. zona „pas”; ferre „nosić”)[57]. Gatunek typowy: Charadrius tricolor Vieillot, 1818.
- Zapterus: gr. ζα- za- „bardzo, silny”; πτερος pteros „skrzydlaty”, od πτερον pteron „skrzydło”[58]. Nowa nazwa dla Euhyas Sharpe, 1896.
- Afribyx: łac. Afer, Afra „Afrykanin, afrykański”, od Africa „Afryka”; nowołac. ibyx „czajka”, od gr. ιβυξ ibux, ιβυκος ibukos „nieznany hałaśliwy ptak”[59]. Gatunek typowy: Vanellus lateralis A. Smith, 1839[f].
- Rogibyx: John Porter Rogers (1873–1941), australijski kolekcjoner; nowołac. ibyx „czajka”, od gr. ιβυξ ibux, ιβυκος ibukos „nieznany hałaśliwy ptak”[60]. Gatunek typowy: Vanellus cucullatus Temminck, 1830 (= Vanellus tricolor Horsfield, 1821 (= Charadrius macropterus Wagler, 1827).
- Titihoia: onomatopeja w języku zulu I’titihoya dla czajki czarnoskrzydłej[61]. Gatunek typowy: Charadrius melanopterus Cretzschmar, 1829.
- Dorypaltus:  gr. δοριπαλτος doripaltos „dzierżący włócznię”, od δορυ doru, δορατος doratos „włócznia”; παλλω pallō „dzierżyć”[62]. Gatunek typowy: †Dorypaltus prosphatus Brodkorb, 1959.
- Anitibyx: Anita Rodenkirchen-Bartsch, niemiecka ornitolożka amatorka; nowołac. ibyx „czajka”, od gr. ιβυξ ibux, ιβυκος ibukos „nieznany hałaśliwy ptak”[63]. Gatunek typowy: Charadrius armatus Burchell, 1822.
- Viator: łac. viator, viatoris „podróżny, posłaniec”, od via „droga”[64]. Gatunek typowy: †Viator picis Campbell, 1979; młodszy homonim Viator Vokes, 1974 (Gastropoda).
- Afrovanellus: łac. Afer, Afra „Afrykanin, afrykański”; rodzaj Vanellus Brisson, 1760[65]. Gatunek typowy: Charadrius tectus Boddaert, 1783.

### Podział systematyczny
Do rodzaju należą następujące gatunki:

- Vanellus malarbaricus (Boddaert, 1783) – czajka brunatna
- Vanellus lugubris (Lesson, 1826) – czajka żałobna
- Vanellus melanopterus (Cretzschmar, 1829) – czajka czarnoskrzydła
- Vanellus tectus (Boddaert, 1783) – czajka czarnoczuba
- Vanellus coronatus (Boddaert, 1783) – czajka koroniasta
- Vanellus vanellus (Linnaeus, 1758) – czajka zwyczajna
- Vanellus chilensis (G.I. Molina, 1782) – czajka miedziana
- Vanellus resplendens (von Tschudi, 1843) – czajka andyjska
- Vanellus duvaucelii (Lesson, 1826) – czajka rzeczna
- Vanellus tricolor (Vieillot, 1818) – czajka białogardła
- Vanellus crassirostris (Hartlaub, 1855) – czajka białolica
- Vanellus miles (Boddaert, 1783) – czajka płatkolica
- Vanellus spinosus (Linnaeus, 1758) – czajka szponiasta
- Vanellus albiceps Gould, 1834 – czajka białołbista
- Vanellus armatus (Burchell, 1822) – czajka srokata
- Vanellus indicus (Boddaert, 1783) – czajka indyjska
- Vanellus macropterus (Wagler, 1827) – czajka jawajska
- Vanellus senegallus (Linnaeus, 1766) – czajka płowa
- Vanellus melanocephalus (Rüppell, 1845) – czajka czarnogłowa
- Vanellus superciliosus (Reichenow, 1886) – czajka rdzawopierśna
- Vanellus leucurus (M.H.C. Lichtenstein, 1823) – czajka stepowa
- Vanellus gregarius (Pallas, 1771) – czajka towarzyska
- Vanellus cinereus (Blyth, 1842) – czajka szarogłowa